# Riitta Salin
Riitta Liisa Salin, geb. Hagman (* 16. Oktober 1950 in Helsinki), ist eine ehemalige finnische Leichtathletin. Bei einer Körpergröße von 1,73 m hatte sie ein Wettkampfgewicht von 58 kg. Ihr Bruder Matti Hagman ist ein ehemaliger professioneller Eishockeyspieler. 

## Sportliche Laufbahn
Riitta Hagman stand bei den Europameisterschaften 1969 in der finnischen 4-mal-400-Meter-Staffel die mit neuem finnischen Rekord von 3:40,6 min Achte wurde. Zwei Jahre später, bei den Europameisterschaften 1971, belegte die Staffel erneut mit Landesrekord von 3:37,2 min Platz sieben.
Als Riitta Salin konnte sie 1974 bei den Europameisterschaften ihre größten Erfolge feiern. Sie gewann den 400-Meter-Lauf mit neuem Weltrekord von 50,14 s. Mit der Staffel gewann sie Silber mit neuem Landesrekord von 3:25,7 min hinter der Staffel aus der DDR.     
Bei den Olympischen Spielen 1976 belegte sie über 400 Meter in 50,98 s Platz sieben. Mit der Staffel wurde sie in 3:25,87 min Sechste.